# Marius Theobald

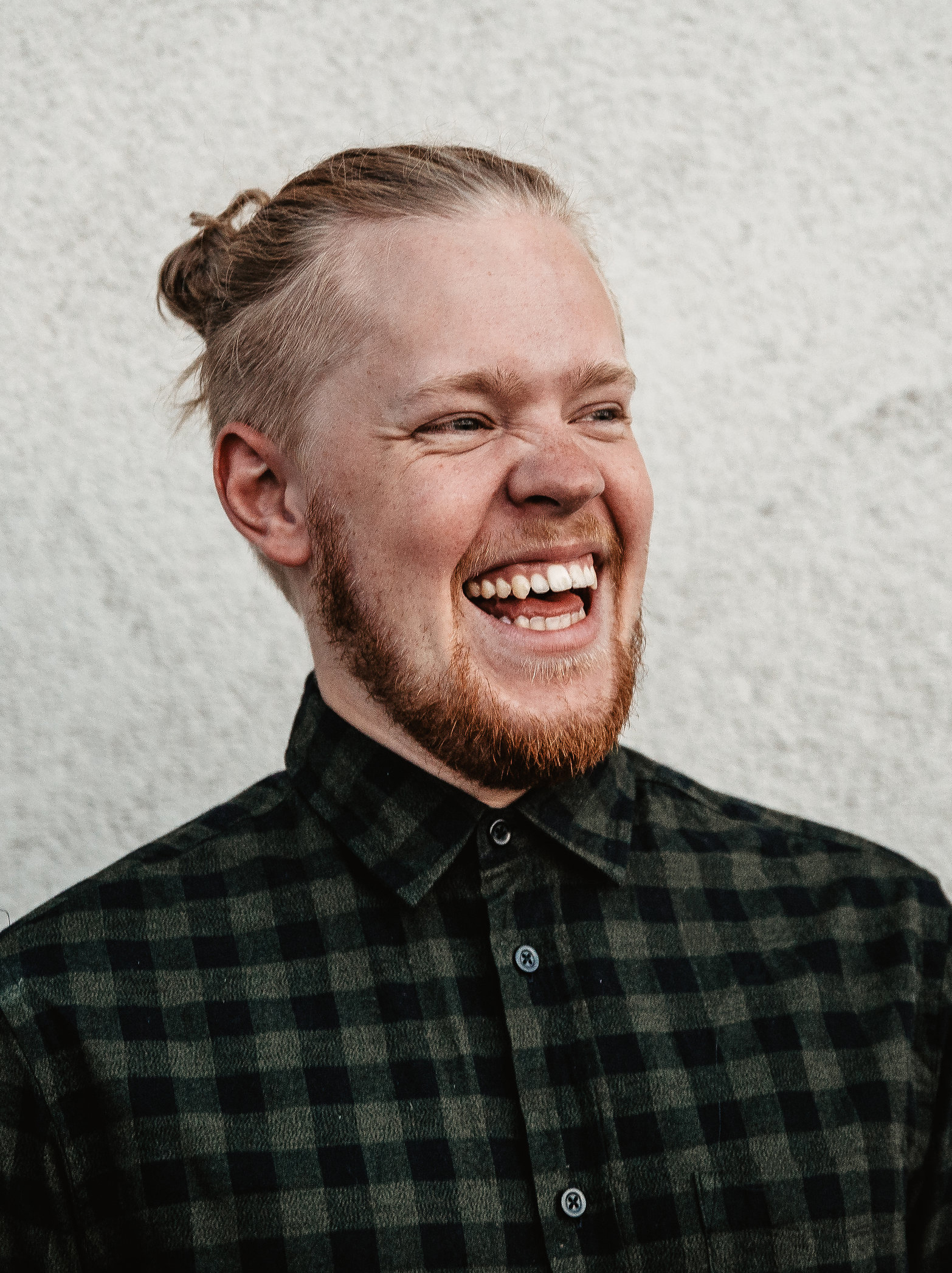
Marius Theobald, 2018

Marius Theobald (* 19. Februar 1990 in Leverkusen) ist ein deutscher Schauspieler.

## Werdegang
Theobald wurde vor allem durch seine Rolle als Markus Kruse in der RTL-Sitcom Ritas Welt im deutschen Fernsehen bekannt.
Nach dem Ende von Ritas Welt 2003 widmete er sich wieder seiner schulischen Laufbahn und begann nach seinem Abitur 2010 ein Studium in Psychologie an der Bergischen Universität Wuppertal.
2012 begann er eine Schauspielausbildung an der Theater Akademie Köln, die er im Sommer 2016 mit seinem Schauspieldiplom abschloss.

## Filmografie
- 1995: Small Talk (Gameshow, RTL)
- 1994: Trügerische Nähe (TV-Film, Rückblicke auf Klaus Wegeners Kindheit, Sat 1)
- 1999–2003: Ritas Welt (Fernsehserie, Rolle: Markus Kruse, RTL)
- 2001: Nesthocker – Familie zu verschenken (Fernsehserie, Rolle: Max König, ZDF)
- 2020: Narziss und Goldmund (Kinofilm, Rolle: Alfred)

## Theater
- 2016: Märcheninszenierung „Tischlein Deck dich“
  - (Rolle: Joseph „Knüppel aus dem Sack“, Regie: Peter Nüsch. Spielort: Landesbühne Rheinland-Pfalz)
- 2016: German Ängst „Angst essen Angst auf“
  - (Rolle: Angst Monster, Regie: Daniel Schüßler, Spielort: Studiobühne Köln / Analog Theater Köln)
- 2016: Büchner von Falk Richter
  - (Rolle: Marie, Regie: Daniel Schüßler, Spielort: Art Theater Köln)
- 2015: Requiem 2.0
  - (Rolle: Marius, Regie: Silvia Werner, Spielort: Studiobühne Köln)
- 2010: Charlies Tante
  - (Rolle: Charlie, Regie: Thorsten Hamer, Spielort: Leo Theater Wuppertal)